# Сатылган-Алтынторинская волость
Сатылган-Алтынторинская волость — казахская кочевая волость в Павлодарском уезде Семипалатинской области.

## История

#### Волостные управители
За все свое существование (1833 - 1878) Сатылган Алтынторинская волость сменила троих волостных управителей.
1. Укибай Найзабеков (1833 - ?; 1852 - 1859)
2. Кудайберген Куандыков (1863 - 1873)
3. Макан Ордабаев (1873 - 1878)

В 1878 году волость упразднена в связи с объединением двух волостей рода Карджас в новую Баянаульскую волость.

#### Роды
- Алтынторы

- Артык
- Жолымбет

- Калкаман
- Койсары
- Назар
- Ырсымбет

- Мамбетали

- Тасболат

- Сатылган

- Жансары

- Дос
- Елибай
- Жанабай
- Оразбай
- Сапар
- Атанбек

- Каракожа
- Кожамберды
- Шарык

- Батырбек
- Тауасар

- Танат